# Palliduphantes culicinus
Palliduphantes culicinus là một loài nhện trong họ Linyphiidae.
Loài này thuộc chi Palliduphantes. Palliduphantes culicinus được Eugène Simon miêu tả năm 1884.